# Amblystegiella jungermannioides
Amblystegiella jungermannioides là một loài Rêu trong họ Amblystegiaceae. Loài này được (Brid.) Giacom. mô tả khoa học đầu tiên năm 1947.